# Aribe
Aribe è un comune spagnolo di 58 abitanti situato nella comunità autonoma della Navarra.